# بوب اندروز

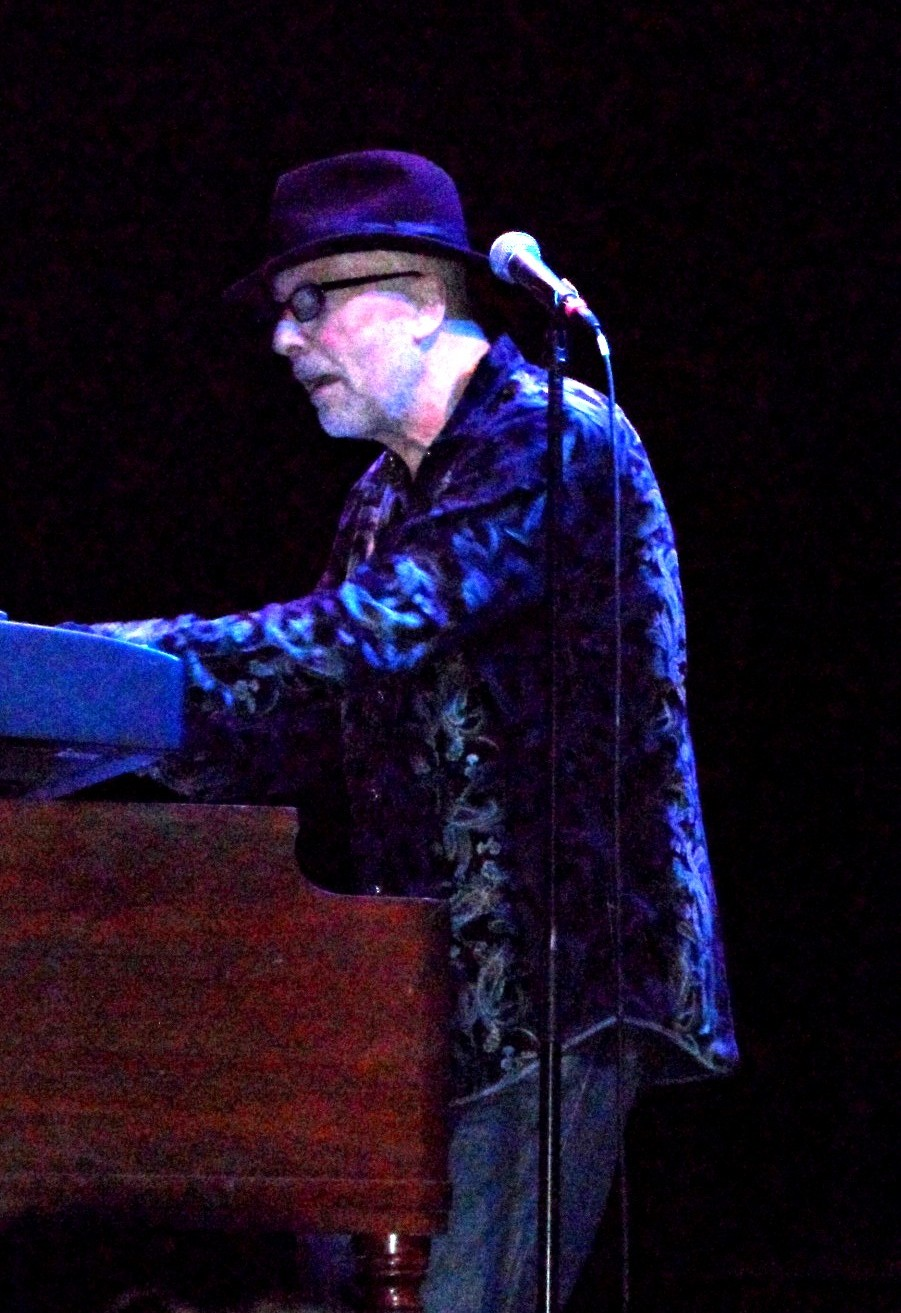
بوب اندروز يعزف مع غراهام باركر و فرقة الرومور في بارك ويست في شيكاغو 18 سبتمبر 2018

بوب اندروز (بالإنجليزية: Bob Andrews) هو عازف قيثارة بريطاني، ولد في 17 يونيو 1959 في فولهام في المملكة المتحدة.

## وصلات خارجية
- بوب اندروز على موقع ميوزك برينز (الإنجليزية)
- بوب اندروز على موقع ديسكوغز (الإنجليزية)
- بوب اندروز على موقع ديسكوغز (الإنجليزية)